# Pericallia sipahi
Pericallia sipahi är en fjärilsart som beskrevs av Moore 1872. Pericallia sipahi ingår i släktet Pericallia och familjen björnspinnare. Inga underarter finns listade i Catalogue of Life.